# Piqûre d'insecte
 Mise en garde médicale
Une piqûre d'insecte est une lésion, qui résulte de l'insertion dans le corps d'un autre animal soit d'un dard, soit d'un rostre. Dans le premier cas, il s'agit d'hyménoptères comme les guêpes, les abeilles et les fourmis au comportement de prédation ou de défense. Il y a alors inoculation de venin paralysant ou mortel pour les proies et plus ou moins toxique et douloureux pour les mammifères. Une faible proportion de ces espèces est dangereuse et provoque des allergies chez les hommes. Dans le second cas, il s'agit d'un comportement alimentaire, l'hématophagie, de diptères comme les mouches et les moustiques ainsi que de puces où les insectes se nourrissent du sang de mammifères. Leur piqûre est généralement indolore et accompagnée de l'inoculation d'un anticoagulant qui provoque des démangeaisons.

## Espèces concernées

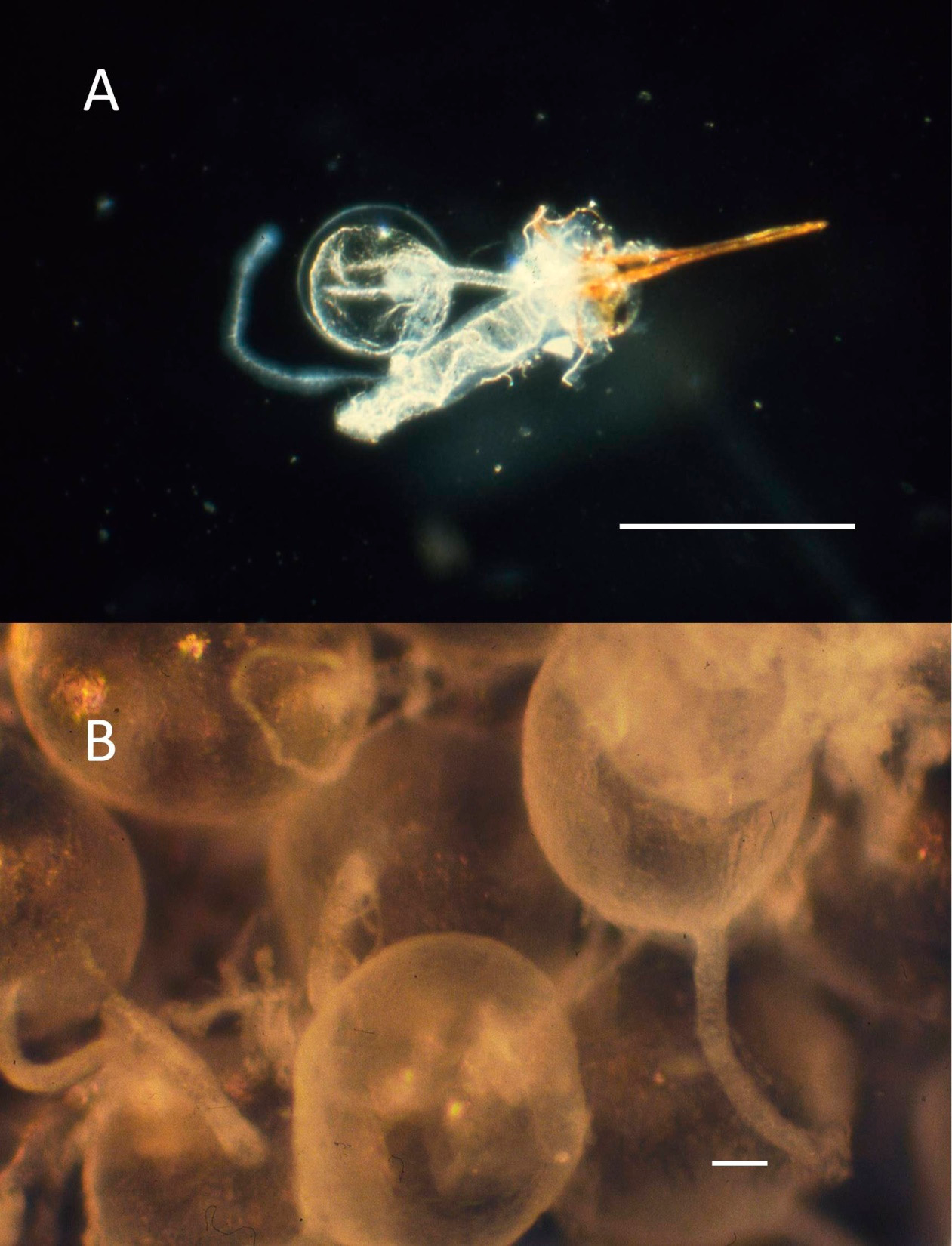
(A) Dard d'une fourmi Pogonomyrmex montrant l'aiguillon, la glande de Dufour, et le réservoir à venin sphérique muni d'un long conduit de venin menant à l'aiguillon. (B) Réservoirs de venin isolés.

### Hyménoptères
Les guêpes nourrissent leurs larves avec des protéines animales. L'aiguillon des espèces solitaires leur sert à paralyser leurs proies, plus rarement à les tuer. Subissant une pression de prédation faible, il leur sert peu voire pas du tout à la défense et leur piqûre n'est généralement pas très douloureuse ou toxique pour les vertébrés. En revanche, les guêpes sociales comme les guêpes germaniques et les frelons n'utilisent jamais leurs dards et leurs venins pour soumettre leurs proies. Les puissantes mandibules sont utilisées pour capturer et démembrer les proies et le dard n'est utilisé que pour la défense.
Les fourmis sont uniquement sociales. Elles utilisent leur dard pour chasser des proies comme pour se défendre contre des prédateurs arthropodes et vertébrés.
Les abeilles nourrissent leurs larves avec des protéines végétales. Leur dard est uniquement utilisé pour la défense. Les abeilles solitaires subissent rarement une forte pression de prédation des vertébrés et leurs piqûres et venins n'ont pas évolué pour être particulièrement douloureux ou toxiques pour les vertébrés. Les abeilles sociales, principalement les abeilles domestiques et les bourdons, vivent en colonies riches en ressources prédatées par les mammifères et les oiseaux. En réponse à cette pression de prédation accrue, leurs venins ont évolué pour être létaux envers les vertébrés et leur induire de la douleur.

### Diptères
Les moustiques piquent grâce à leur rostre les mammifères pour se nourrir de sang. Ce sont uniquement les femelles qui ont ce comportement afin de constituer leurs œufs. Pour ce faire, elles inoculent un anticoagulant non douloureux mais provoquant des démangeaisons.
Chez les mouches hématophages comme les taons, les mouches plates et la mouche tsé-tsé, ce comportement se retrouve chez les adultes, aussi bien chez les mâles que les femelles.

### Hémiptères
Un petit nombre d'hémiptères sont ectoparasites hématophages : les Cimicidae (dont les punaises des lits) et les Triatominae (Reduviidae) sur des oiseaux et des mammifères, y compris l'humain ; les Polyctenidae sur des chauves-souris.

### Puces
Les puces piquent pour se nourrir de sang de mammifères à chaque stade de leur développement, quel que soit le sexe.

## Conséquences chez l'homme

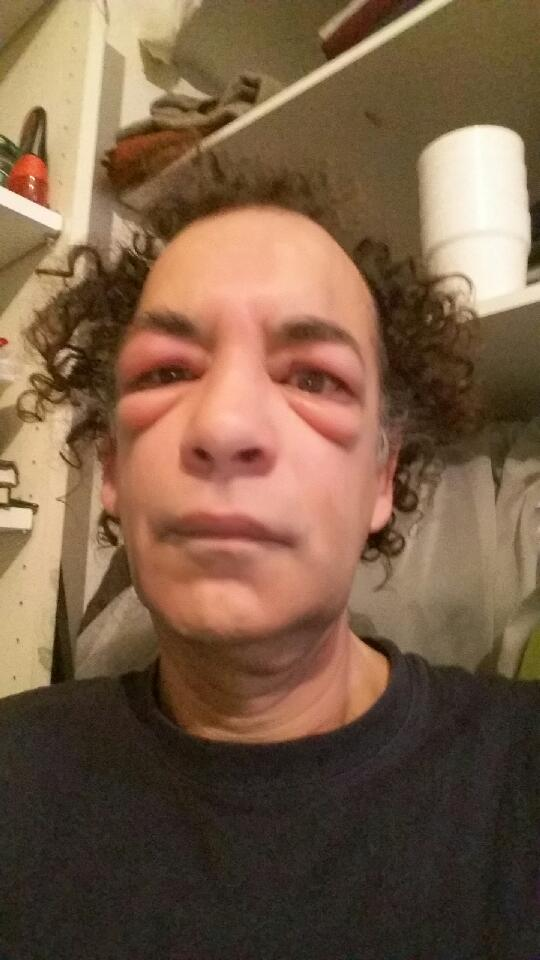
Exemple de réaction inflammatoire de type œdème, induit par la piqûre d'abeilles domestiques.

L'inflammation de la peau et un prurit sont les réactions allergiques locales les plus visibles et fréquentes. Elles disparaissent généralement en quelques jours. La lésion est visible sous forme d'une rougeur, d'un gonflement diffus ou d'un bouton avec parfois une petite ulcération et plus exceptionnellement d'un phlyctène (cloque). Elle reste parfois (rarement) visible plusieurs mois, et exceptionnellement jusqu'à plus de deux ans, parfois avec une cicatrice à vie. Une lésion persistante peut être due à l'introduction d'une bactérie ou d'un autre organisme pathogène (y compris fongique, avec par exemple une histoplasmose, maladie infectieuse touchant habituellement le poumon pouvant être induite par des spores introduites dans la plaie à l'occasion d'une piqure d'insecte).
Des lésions problématiques peuvent apparaître quand la piqûre touche la paupière, ce qui est une lésion plus fréquente que les atteintes cornéennes, mais restant rare (« nécrose palpébrale » dans les cas extrêmes, habituellement déclenchée par une bactériose mais aussi parfois par une vasoconstriction-thrombose induite par le venin de certains animaux.
Très rarement, dans certains contextes rhumatologiques, des méningoradiculites peuvent survenir. Un mécanisme similaire au second stade d'infection de Borrélies telles que la maladie de Lyme provoquées par des tiques).
Exceptionnellement, un syndrome de Kounis (forme de « syndrome coronarien aigu (SCA) survenant dans un contexte d'allergie » peut être induit par une piqure d'insecte.

## Mécanismes chez l'homme
Certains insectes injectent de l'acide méthanoïque, pouvant causer une réaction cutanée immédiate résultant souvent en une rougeur et un gonflement de la zone piquée. 
L'appareil vulnérant qui injecte le venin ou des substances allergéniques est le dard dans le cas des hyménoptères ou le rostre dans le cas des hétéroptères suceurs de sang (hématophages).

### Le phénomène «Effet d'invitation»
Le risque d'être piqué ou piqué plusieurs fois, ainsi que le site d'atterrissage et de piqûre sur le corps ne sont pas aléatoires.
On sait que tout comme les tiques, les insectes hématophages sont attirés vers un hôte via la chaleur (rayonnement infrarouge) et le CO2 qu'il émet, mais aussi via les kairomones qu'il émet. Ces insectes ciblent certaines parties du corps, qui vont alors concentrer les piqûres. 
On a plus récemment découvert qu'au sein de certains groupes ou espèces d'insectes, des molécules (dites phéromones d'agrégation) émises durant leur repas de sang par l'insecte lui-même, probablement en début de repas. Elles attirent d'autres insectes présents à proximité (ex. : les Aedes sierrensis risquent plus d'entrer dans une chambre si des femelles conspécifiques sont déjà en train de s'y nourrir sur un humain). Et si l'on déroute l'air d'une chambre où des femelles de Stegomyia aegypti (= Aedes aegypti), sont en train de se nourrir, cet air, en son point de sortie, attirera d'autres femelles de la même espèce.
Ce phénomène est dénommé « effet d'invitation ». Il a été découvert et décrit en Russie en 1977 par Alekseev et ses collègues en chez le moustiques Aedes communis avant d'être confirmé par d'autres chercheurs chez d'autres espèces, mais avec des « sites d'atterrissage » différents sur le corps humain. 
Ce phénomène est associé à un tropisme (une préférence pour certaines partie du corps de leur hôte). Par exemple :
- Aedes communis est surtout attiré par les bras d'humains ;
- Aedes cantans, expérimentalement en laboratoire, est plus susceptible de chercher à piquer la patte d'un animal qui a une congénère dans une « cage d'alimentation » attachée sur cette patte, que sur la patte de contrôle si dans une cage similaire les moustiques sont empêchés de se nourrir[10]. Une étude publiée en 1995 avait confirmé cet effet chez les moustiques européens, mais pas chez les anophèles d'Afrique de l'Est testés[10], mais selon ses auteurs eux-mêmes, cette différence pouvait être liée à des biais dans l'expérience (en particulier, plusieurs espèces différentes se nourrissaient en même temps sur le même animal) ;
- Stegomyia albopicta (le moustique tigre, qui à la différence de la plupart des autres moustiques n'est pas nocturne, mais plus actif le jour) cible préférentiellement comme aire d'atterrissage sur le corps humain la tête. Et quand il atterrit sur des membres, ce sont les genoux et les coudes qui sont les plus choisis. En outre, quand ces « atterrissages » se font à moins de trois minutes d'intervalle par des moustiques différents sur une même personne, ils sont 2,5 fois plus fréquents sur la partie du corps déjà occupée par un ou plusieurs autres moustiques tigres, que sur une partie du corps aléatoire. La molécule utilisée comme « signal d'invitation » intéresse les chercheurs, car elle pourrait servir à améliorer l'attractivité des pièges anti-moustique tigre[11] ;
- Anopheles farauti et Anopheles gambiae sensu lato préfèrent les chevilles[12],[13] ;
- Anopheles atroparvus vise plutôt la tête[13] ;
- Sabethes belisarioi est encore plus précis, visant le nez[14].

Des « effets d'invitation » de même nature ont été mis en évidence chez des femelles de mouches hématophages, surtout quand il s'agit d'espèces se nourrissant en commun :
- phlebotomes qui, expérimentalement alimentés dans des mangeoires de groupe, attirent d'autres femelles affamées via une « phéromone d'agrégation »[15] ;
- Simulium damnosum[16] ;
- les femelles du moucheron écossais Culicoides impunctatus semblent également attirer d'autres femelles de la même espèce vers leur hôte lorsqu'elles s'y alimentent[17].

Il a été noté que les moustiques femelles artificiellement nourries au travers d'une membrane en plastique ne suscitent pas cet effet, suggérant que l'« odeur » de l'hôte est un déclencheur qui sensibilise les moustiques qui se nourrissent à prévenir d'autres moustiques de leur espèce qu'une proie est disponible, ou que c'est l'hôte.
Mieux comprendre cet effet permettrait des mieux comprendre l'écoépidémiologie des maladies vectorielles transmises par les moustique et probablement d'améliorer les stratégies de lutte contre ces maladies et/ou leurs vecteurs.

## Signes et symptômes chez l'homme
Trois types de réaction au dard sont une rougeur autour de la zone piquée, le grattage en réponse au prurit et une douleur et sensation locale de chaleur. L'inflammation et presque toujours locale avec un bouton, gonflement ou rougeur s'étendant sur moins de 5 cm, rarement source d'infection. 
Des réactions plus étendues (rash urticarien), voire systémiques et graves en cas de réaction allergique aiguë, dite « choc anaphylactique » sont possibles, avec des symptômes apparaissant alors hors de la zone piquées en quelque minutes ou dans les heures qui suivent la piqûre ou morsure, Ce type de réaction est souvent caractérisé par une urticaire et/ou un œdème de Quincke (qui est une urgence médicale).
Les symptômes varient selon le type d'insecte, la sensibilité de la personne piquée, et le lieu de la piqûre sur le corps, avec par exemple :
- Piqûre d'abeille
- Piqûre de moustique
- Piqûre de puce
- Piqûre de punaise de lit
- Piqûre de frelon européen
- Piqûre de guêpe

## Douleur chez l'homme
La douleur des piqûres chez l'humain varie considérablement selon l'insecte considéré et la sensibilité de la personne piquée. Les piqûres de moustiques et de puces causent plus souvent une démangeaison qu'une douleur.
Il existe un classement de la douleur des piqûres d'insectes établi par l'écologue et chimiste américain Justin Schmidt. Durant 35 ans, chaque fois qu'il est piqué par un insecte lors de ses recherches, il évalue sa douleur et décrit son ressenti. Il a ainsi établi un indice de douleur sur une échelle allant de 1 à 4 à partir de l'étude de 150 espèces d'insectes. Par exemple, la douleur de la piqûre de la Fourmi de feu se situe au niveau 1 et est décrite comme similaire à une décharge d'électricité statique : vive, soudaine et moyennement alarmante. Sur ce niveau 1, se trouve également la piqûre des Abeilles à sueur, dont la douleur est qualifiée de légère, éphémère et presque fruitée et comparée à une petite étincelle brûlant un seul poil du bras. Au niveau 2, se situe la piqûre de l'Abeille domestique. Elle est décrite comme brûlante, corrosive et croissante et comparée à la brûlure d'une allumette ensuite aspergée d'acide. La Fourmi moissonneuse Pogonomyrmex barbatus est un exemple du niveau 3. Sa piqûre est persistante et sa douleur est comparée à un ongle incarné foré à la perceuse. La douleur de la piqûre des guêpes Pompiles des genres Pepsis et Hemipepsis spécialisés dans les Tarentules est de niveau 4. Elle est qualifiée d'aveuglante, féroce, électrique et est comparée à celle d'un sèche-cheveux branché jeté dans un bain. Mais son effet ne dure que deux minutes. La piqûre la plus douloureuse et la plus longue appartiendrait à la fourmi Paraponera clavata. Son effet, qui dure 24 heures, est qualifié de pur, intense et brillant et équivaut à marcher sur des charbons ardents avec un clou rouillé de 4 cm de long planté dans son talon. Sa douleur est généralement comparée à celle causée par une balle, d'où son nom vernaculaire Fourmi balle de fusil.

## Risques de confusion chez l'homme
Certains cancers (lymphoblastomes, histiocytoses et carcinomes épidermoïdes) peuvent avoir l'apparence d'une piqûre ou morsure d'insecte.